# Papadam

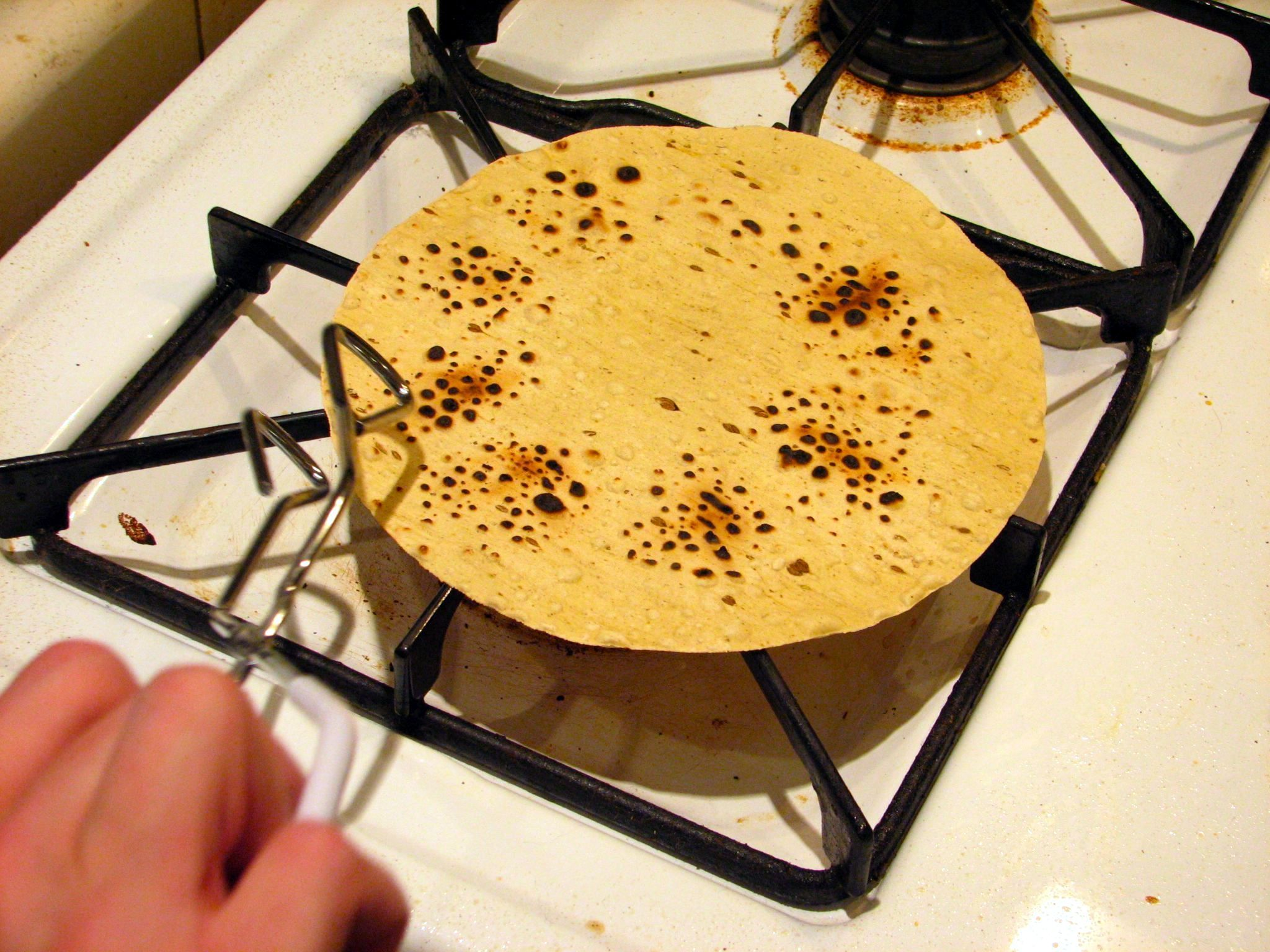
Asado de papadams sobre una llama, uno de los muchos métodos de cocinarlos.

El papadam (o la oblea hindú en español) es un pan plano y delgado (en forma de tortilla u oblea) muy típico de la cocina del subcontinente indio.
Algunas veces se describe como una galleta o pan plano, generalmente elaborado con legumbres como: 
lentejas,
garbanzos, 
harina de lentejas negras o 
harina de arroz.
En el distrito de Dakshina Kannada se emplea el panapén y la sabudana (fécula de palma) como ingredientes en la elaboración de la happala.

## Características
La masa inicial del pan se elabora con sal y aceite de cacahuete, para proporcionar sabor se suele añadir unos chiles, comino, ajo o pimienta negra. A la masa se le proporciona una forma similar a la de una tortilla y se cocina de diversas formas: frito, asado sobre una llama, tostado (gratinar), o incluso en el microondas, todo ello depende de la textura final que se desee dar al pan.
Se suelen servir como acompañamiento a las comidas, e incluso como aperitivo inicial y se cubren con chutney u otras salsas para mojar.